# Bachelor Party
Bachelor Party (englisch bachelor party „Junggesellenabschied“) ist eine US-amerikanische Filmkomödie aus dem Jahr 1984. Der Regisseur war Neal Israel, das Drehbuch schrieben Neal Israel und Pat Proft. Die Hauptrollen spielten Tom Hanks, Tawny Kitaen, Adrian Zmed, Robert Prescott und Deborah Harmon. Die Filmmusik wurde von Robert Folk komponiert.

## Handlung
Der junge unternehmungsfreudige Schulbusfahrer Rick Gassko entschließt sich, solide zu werden und seine Freundin Debbie Thompson zu heiraten. Während seine reichen zukünftigen Schwiegereltern sich einen Anderen, den blonden Porschefahrer Cole Whittier als Ehemann für ihre Tochter wünschen, entschließen sich seine Freunde, für Rick die ultimative Junggesellenparty auszurichten.
Nach komplexen Vorplanungen findet in der Präsidentensuite des örtlichen Luxushotels eine Veranstaltung statt, in deren Verlauf mehrere Stripperinnen, Huren, diverse Drogen und ein Esel eine entscheidende Rolle spielen. In einer der bekanntesten Szenen des Films stirbt ein Esel während der Party an einer Methaqualon- und Kokain-Überdosis.
Nachdem einige der bestellten Stripperinnen von dem verschmähten Verehrer Debbies von der Party zu einem feierlichen Empfang im Haus ihrer Mutter umgeleitet werden, entschließen sich Debbie und die anderen Frauen, es den Männern gleichzutun und zunächst eine männliche Stripshow und danach das Hotel aufzusuchen. Verkleidet als Prostituierte wollen sie Rick der Untreue überführen. Der Plan misslingt. Debbies Schwester Eileen opfert sich in Folge in einem Hotelzimmer mit japanischen Geschäftsleuten in Unterwäsche auf, um den anderen Frauen zur Flucht vor diesen zu verhelfen. Zeitgleich findet sich Debbies konservativer Vater auf der Party während einer Polizei-Razzia geknebelt in Bondage auf einem Bett wieder. Nachdem die Party durch die Polizei überraschend beendet wird, entführt Cole im allgemeinen Chaos Debbie. Nach einer spektakulären Verfolgung endet der Film in einem Multiplexkino mit der Befreiung Debbis durch Rick.

## Hintergrund

### Produktion
1981 veranstaltete Gary Grossman einen Junggesellenabend für seinen Freund Bob Israel. Die Veranstaltung brachte Israel und seinen Freund den Marketingspezialisten Ron Moler auf die Idee eine Komödie über solche Rituale zu produzieren. Als Neulinge im Bereich der Filmproduktion benötigten sie eine ausreichende Finanzierung für den Film.
Statt wie in solchen Fällen normalerweise üblich Investoren ein Drehbuch vorzulegen, entwickelten Israel und Moler das Konzept einer „gefälschten“ Anzeigenkampagne. Diese beeindruckte Twin Continental Films so sehr, dass sie den beiden Produzenten die notwendigen finanziellen Mittel zur Umsetzung des Projekts zur Verfügung stellte.
In Folge brachte Israel seinen Bruder Neal Israel (den Drehbuchautor der Police Academy) als Regisseur in das Projekt und arbeitete mit ihm eine Rahmenhandlung aus, die schließlich von Neal und Pat Proft zu dem finalen Drehbuch erweitert wurde. Überzeugt von dem wirtschaftlichen Potential des Projekts schickte der Executive Producer Joe Roth das Drehbuch schließlich zusammen mit den Werbeplakaten der gefälschten Kampagne zu 20th Century Fox, die sich bereit erklärte den Vertrieb der Produktion nach deren Fertigstellung zu übernehmen.
Die Dreharbeiten zu Bachelor Party begannen am 15. August 1983, die Produktion war am 11. November 1983 abgeschlossen. Die Dreharbeiten wurden zwei Tage nach ihrem Beginn unterbrochen. In der rund einen Monat dauernden Unterbrechung wurden mehrere Rollen neu besetzt. Im September wurde die Produktion fortgesetzt, nachdem folgende Schauspieler nicht mehr mitwirkten:
- Paul Reiser – Rick Gassko (ersetzt durch Tom Hanks)
- Kelly McGillis – Debbie Thompson (ersetzt durch Tawny Kitaen)
- Andy Bumatai – Rudy LeForte (ersetzt durch Barry Diamond)

### Drehorte
- Die Aufnahmen für das Parkview Hotel fanden im Millennium Biltmore Hotel, Los Angeles statt.
- Als Kulisse für die St. Gabrielʼs Catholic School diente die John Marshall High School in Los Angeles.

## Rezeption
Der Film feierte am 29. Juni 1984 in den Vereinigten Staaten Premiere, nachdem er ursprünglich bereits am 13. April veröffentlicht werden sollte. Die Produktionskosten des Films betrugen rund 6 Millionen US-Dollar. Der Film spielte allein in den USA über 38 Millionen US-Dollar ein.

### Kritiken
„Ausgelassene, aber weithin mißlungene Komödie, die zweideutige Witze, platten Klamauk und Verwechslungsstückchen nur mit Mühe zu einem zusammenhängenden Film verbindet.“

### Bezugnahme anderer Filme
Der Film wird in mehreren anderen Filme thematisiert, Beispiele hierfür sind Ran an die Braut (2001), So High (2001), und Clerks 2 (2006).

## Fortsetzung
Im Jahr 2007 stellte Bob Israel einen zweiten Teil unter dem Titel Bachelor Party 2 – Die große Sause (Originaltitel: Bachelor Party 2: The Last Temptation) vor. 2008 wurde der Film als Direct-to-Video veröffentlicht. Keiner der Schauspieler aus Bachelor Party spielt in der Fortsetzung erneut mit.